# 오마주
오마주(프랑스어: hommage)는 존경(respect), 존중을 뜻하는 프랑스어로, 일반적으로 단순한 선언이나 간접적인 예술적 또는 시적 표현을 통해 누군가나 무언가에 대한 존경이나 헌신을 보여주거나 표현하는 것을 의미한다. 한 작가나 예술가가 다른 이를 언급하거나 모방함으로써 존경을 표현하는 예술계에서 자주 사용된다.

## 설명
오마주는 본래 봉건 제도에서 봉신이 봉건 영주의 신하(프랑스어: homme)나 종속자가 되겠다고 맹세하는 충성 서약이었다. 이 개념은 이후 품격이나 우월성을 인정한다는 의미로 비유적으로 사용되기 시작했다. 예를 들어, 남성이 여성의 아름다움과 그 밖의 우아함을 기리며 오마주를 표현할 수 있다. 독일 학계에서는 위대한 학자의 추종자들이 스승을 기리기 위해 페스트슈리프트(독일어: festschrift)라는 논문집을 만드는 관습이 발전했다.
음악에서 오마주는 작곡(《파데레프스키에 대한 오마주》), 트리뷰트 앨범(《찰스 파커에 대한 오마주》) 또는 샘플링의 형태를 취할 수 있다. 다양한 형태의 미디어를 만드는 데 사용되는 디지털 기술은 다른 작품에서 차용하기 쉽게 만들었고, 이러한 재매개는 해당 작품에 대한 오마주로 사용될 수 있다.
영화에서는 좋아하는 혹은 존경하는 선배 영화인의 업적을 기리며 감명깊은 주요 대사나 장면을 본떠 표현하기도 한다.
오마주는 존경의 의미를 담고 있다는 데서 패러디나 표절과는 구분된다. 하지만 이 구분 기준이 모호하여 종종 저작권 문제나 표절 시비에 휘말리고, 도덕적인 문제로 연결되기도 한다.

## 예시
- 미국의 퀜틴 타란티노 감독은 오우삼(吳宇森)의 영향을 받아, 본인의 작품 《저수지의 개들》(Reservoir Dogs, 1992)에서 오우삼 감독의 《첩혈쌍웅(牒血雙雄)》(1989) 등에 나오는 권총 액션 장면을 각색하여 삽입하였다.

- 크리스토퍼 놀런 감독은 스탠리 큐브릭의 영화 2001 스페이스 오디세이에 영향을 받아 인터스텔라를 제작했다.

## 같이 보기
- 파스티슈
- 패러디
- 표절
- 샘플링